# Amini
Amini è una città censuaria indiana, stabilita a soli fini statistici, di 7.340 abitanti, situata nel territorio federato delle Laccadive. In base al numero di abitanti la città rientra nella classe V (da 5.000 a 9.999 persone).

## Geografia fisica
La città è situata a 11° 16' 51 N e 72° 44' 26 E al livello del mare.

## Società

### Evoluzione demografica
Al censimento del 2001 la popolazione di Amini assommava a 7.340 persone, delle quali 3.727 maschi e 3.613 femmine. I bambini di età inferiore o uguale ai sei anni assommavano a 1.122, dei quali 599 maschi e 523 femmine. Infine, coloro che erano in grado di saper almeno leggere e scrivere erano 5.239, dei quali 2.892 maschi e 2.347 femmine.